# Crioceris

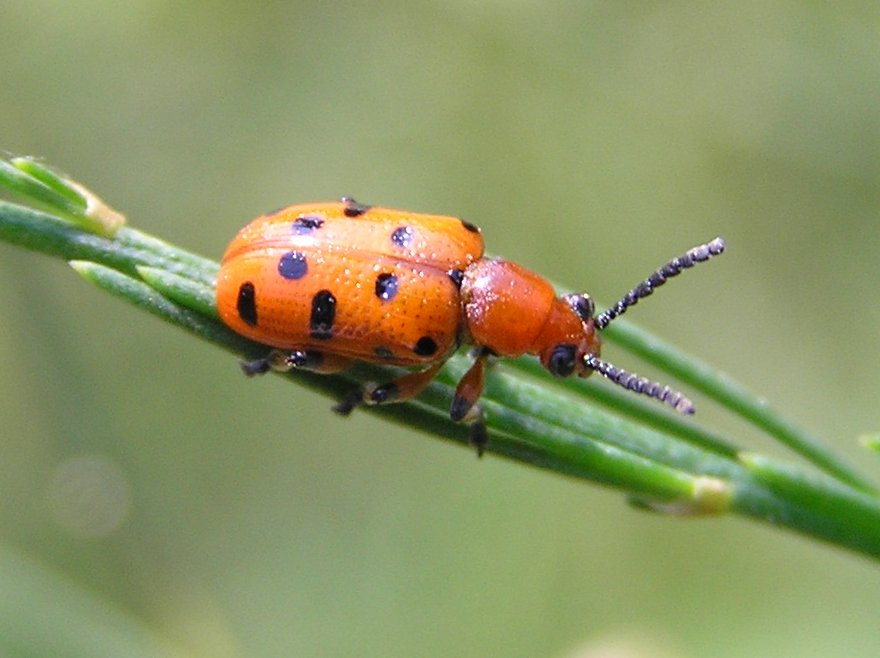
C. duodecimpunctata

Crioceris là một chi bọ cánh cứng trong họ Chrysomelidae.

## Các loài
- Crioceris asparagi (Linnaeus, 1758), common asparagus beetle[3]
- Crioceris bicruciata (Sahlberg, 1823)[3]
- Crioceris duodecimpunctata (Linnaeus, 1758), spotted asparagus beetle[4]
- Crioceris quinquepunctata (Scopoli, 1763)[4]
- Crioceris afghana Medvedev, 1978
- Crioceris macilenta Weise, 1880
- Crioceris quatuordecimpunctata Scopoli, 1763

## Hình ảnh

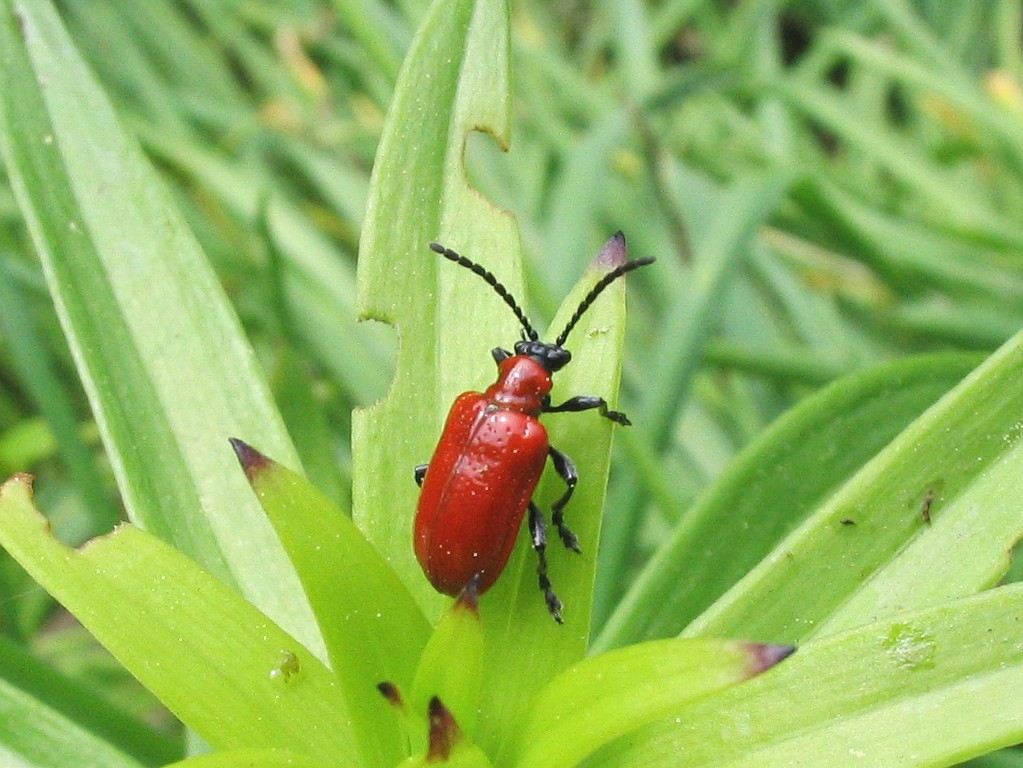
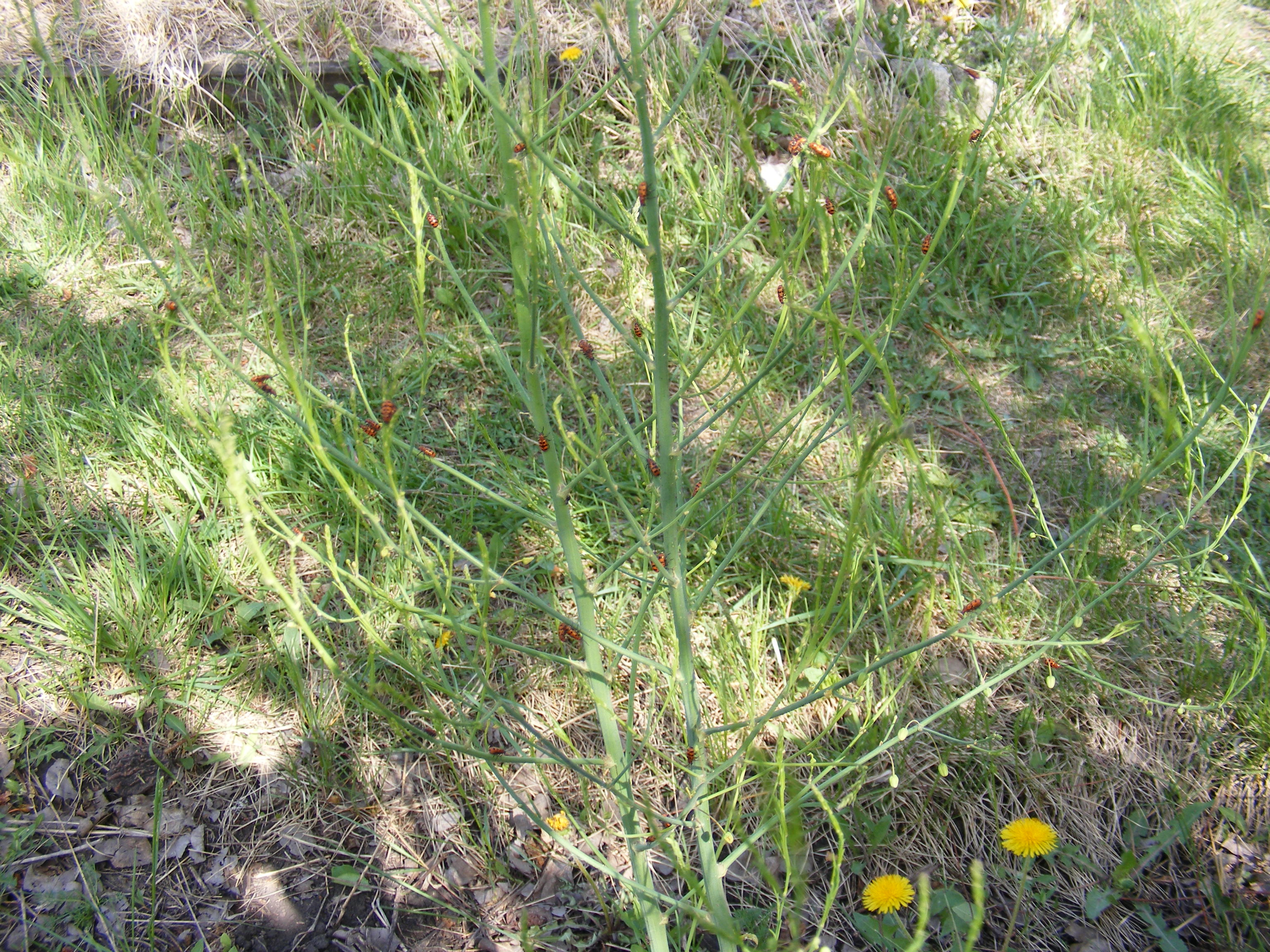